# 達摩克利斯瞄準夾艙

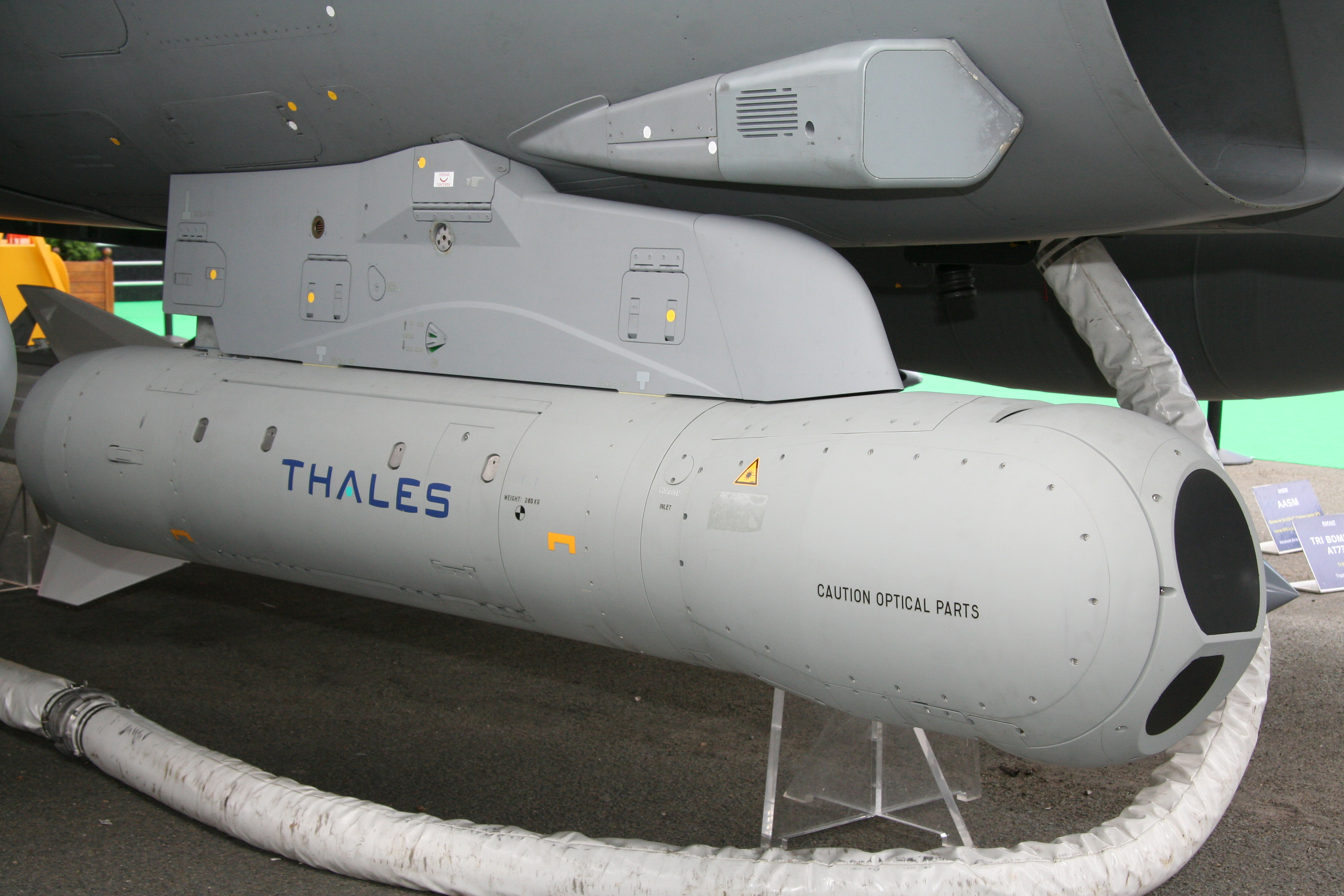
2009年巴黎航空展展示掛載疾風戰機的達摩克利斯莢艙

達摩克利斯瞄準夾艙(法文:Damoclès module de ciblage)是一种法國開發的紅外線暨雷射標定莢艙。

## 性能概述
達摩克利斯莢艙是法國泰勒斯公司開發，屬於法國定義的第三代標定莢艙，開發經費有三成由阿拉伯聯合大公國支付，因此第一個裝設的機種即是幻象2000-9。
該莢艙重265公斤，直徑37公分，長250公分，最大操作高度可到7,600公尺，功能包括有：
1. 具有雷射標定能力，可支援各型號雷射導引炸彈訊號需求，標定雷射最長有效距離為16公里。
2. 具有兩級變焦的前視紅外線（英语：Forward-looking infrared）熱成像儀，解析像素640×512，較前代型號妥善率更好，其搜索模式可在天候環境良好的狀況下以紅外線影像觀測至少15-20海里距離的飛機、油輪，或地面目標，目前已知可辨別出27公里遠的裝甲車輛目標。

達摩克利斯莢艙的硬體構造基本上是由法軍第二代標定莢艙：PDLCT瞄準莢艙進行子系統現代化升級，因此研發工程較為順利，兩級變焦前視紅外線熱影像儀因為使用更現代化的積體電路元件，提高了儀器妥善率，並降低了後勤維護難度。

## 使用國

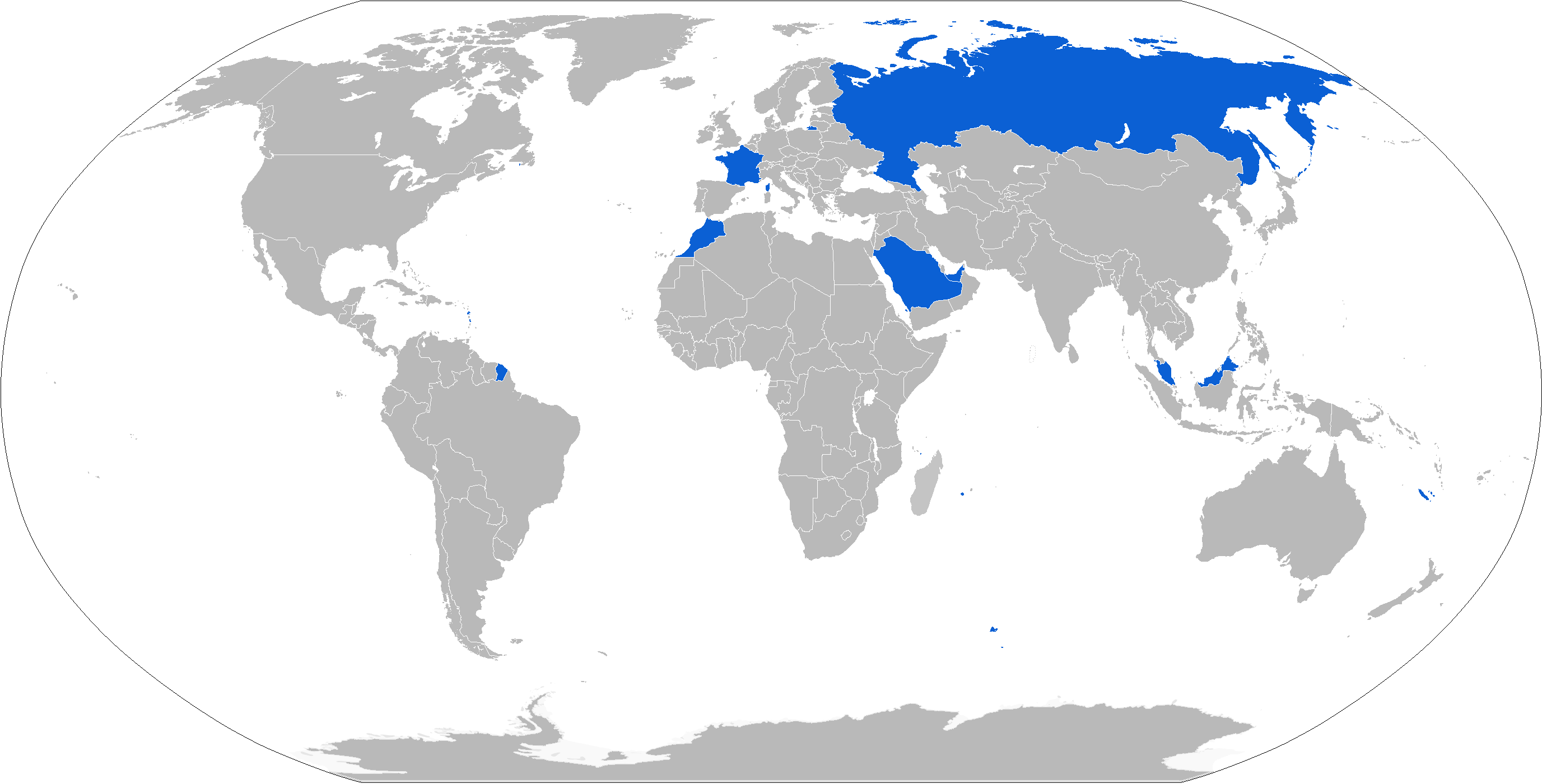
藍色為達摩克利斯莢艙使用國家

該莢倉最初是因應外銷需求而開發，在馬來西亞SU-30MKM競標案時和俄羅斯合作，整合在俄系戰機上，後續並授權給俄羅斯在地生產。除了整合在新飛機外，法國在國外客戶翻修在舊型幻象機時也順道推銷，獲得摩洛哥與沙烏地阿拉伯等國的青睞。法國則是在2010年趁超級軍旗攻擊機翻修的機會空軍和海軍聯合採購一批，並提供給幻象2000與疾風戰鬥機運用，但法國已經決定未來將以TALIOS莢艙替換此型裝備。
- 法國 - 疾風戰鬥機與幻象2000戰鬥機
- 马来西亚 - 蘇愷-30MKM（英语：Sukhoi Su-30MKM）
- 摩洛哥 - 幻象F1CM/EM-VI
- 俄羅斯 - 苏-34战斗轰炸机、Su-24M2、Su-27SM2 與 Su-27SM
- 沙烏地阿拉伯 - 龍捲風GR4 & 颱風戰鬥機[2][3]
- 阿联酋- 幻象2000-9

## 外部連結
- Thales Damocles page 泰勒斯公司對達摩克利斯莢艙的說明 （页面存档备份，存于）